# بکت (ماساچوست)
بکت(به انگلیسی: Becket) شهرکی در شهرستان برکشایر ایالت ماساچوست می‌باشد که در سال ۱۷۶۵ بنیان‌گذاری شده‌است. این شهرک در سرشماری سال ۲۰۱۰ میلادی، ۱٬۷۷۹ نفر جمعیت داشته‌است.